# Liste der Kulturdenkmale in Markersdorf (Sachsen)

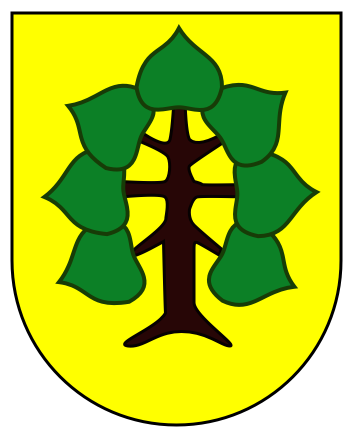
Wappen von Markersdorf

In der Liste der Kulturdenkmale in Markersdorf sind die Kulturdenkmale der sächsischen Gemeinde Markersdorf verzeichnet, die bis Januar 2019 vom Landesamt für Denkmalpflege Sachsen erfasst wurden (ohne archäologische Kulturdenkmale). Die Anmerkungen sind zu beachten.
Diese Aufzählung ist eine Teilmenge der Liste der Kulturdenkmale im Landkreis Görlitz.

## Markersdorf
| Bild                                    | Bezeichnung | Lage                                                                   | Datierung | Beschreibung | ID       |
| --------------------------------------- | --- | ---------------------------------------------------------------------- | --- | --- | -------- |
| Direkt Bild zu diesem Denkmal hochladen | Scheune und Auszugshaus eines Vierseithofes                                                                                                 | Am Mühlberg 17 (Karte)                                                 | Wohl 18. Jahrhundert (Scheune); bezeichnet mit 1855 (Auszugshaus)                                                                                  | Fachwerkscheune, Ausgedinge Obergeschoss Fachwerk, Alterswert, baugeschichtlich und wirtschaftsgeschichtlich von Bedeutung, baugeschichtlich von Bedeutung | 09274825 |
| Direkt Bild zu diesem Denkmal hochladen | Wohnstallhaus (Umgebinde) | Am Mühlberg 43 (Karte)                                                 | Giebelrähm bezeichnet mit 1790 | Einfacher Ständerbau, baugeschichtlich von Bedeutung, baugeschichtlich von Bedeutung | 09274800 |
|                                         | Denkmal für Marschall Duroc und General Kirchner, gefallen 1813                                                                             | Am Schöps (an der B 6, gegenüber Einmündung Richtung Gersdorf) (Karte) | Nach 1813 | Würfelförmig behauener Granitblock auf stufenartigem Granit-Unterbau, Steinbank, ortsgeschichtlich von Bedeutung, baugeschichtlich von Bedeutung | 09274809 |
| Direkt Bild zu diesem Denkmal hochladen | Wohnhaus (Umgebinde) | Am Schöps 20 (Karte)                                                   | Vor 1850 | Einziger jüngerer und relativ gut erhaltener Umgebindebau (Rähmbau) des Ortes, baugeschichtlich von Bedeutung, baugeschichtlich von Bedeutung | 09274822 |
| Direkt Bild zu diesem Denkmal hochladen | Wohnhaus | Am Schöps 35 (Karte)                                                   | Um 1860 | Obergeschoss Fachwerk, baugeschichtlich von Bedeutung, baugeschichtlich von Bedeutung | 09274821 |
| Direkt Bild zu diesem Denkmal hochladen | Wohnhaus | Am Schöps 37 (Karte)                                                   | 1. Hälfte 19. Jahrhundert | Obergeschoss Fachwerk, baugeschichtlich von Bedeutung, baugeschichtlich von Bedeutung | 09274820 |
| Direkt Bild zu diesem Denkmal hochladen | Wohnstallhaus, Seitengebäude und zwei Scheunen eines Vierseithofes                                                                          | Am Schöps 38, 39 (Karte)                                               | Nach Brand um 1860 | Baugeschichtlich und wirtschaftsgeschichtlich von Bedeutung, baugeschichtlich von Bedeutung | 09274819 |
| Direkt Bild zu diesem Denkmal hochladen | Wohnhaus, Wohnstallhaus, zwei Scheunen, Ausgedinge und Toreinfahrt mit Torbogen eines Vierseithofes (ehemals Tempels Gut), dazu Gedenktafel | Am Schöps 43, 44 (Karte)                                               | Bezeichnet mit 1810 | Baugeschichtlich und wirtschaftsgeschichtlich von Bedeutung, baugeschichtlich von Bedeutung | 09274810 |
| Direkt Bild zu diesem Denkmal hochladen | Wohnstallhaus (Umgebinde) als Teil eines ehemaligen Dreiseithofes                                                                           | Am Schöps 46 (Karte)                                                   | Frühes 18. Jahrhundert, eventuell älter | Wichtig für Ortsbild, baugeschichtlich von Bedeutung, baugeschichtlich von Bedeutung | 09274811 |
| Direkt Bild zu diesem Denkmal hochladen | Wohnhaus | Am Schöps 82 (Karte)                                                   | Ende 18. Jahrhundert oder 1798 | Obergeschoss Fachwerk; wahrscheinlich ehemals Umgebindehaus, baugeschichtlich von Bedeutung, baugeschichtlich von Bedeutung | 09274807 |
| Direkt Bild zu diesem Denkmal hochladen | Wohnstallhaus und angebauter Schuppen als Teil eines Vierseithofes                                                                          | Am Schöps 90 (Karte)                                                   | Im Kern um 1800, womöglich älter | Wohnstallhaus mit Fachwerkobergeschoss, baugeschichtlich von Bedeutung, baugeschichtlich von Bedeutung | 09274805 |
| Direkt Bild zu diesem Denkmal hochladen | Wohnhaus (ehemals Umgebinde) | Am Schöps 93 (Karte)                                                   | Frühes 18. Jahrhundert, womöglich noch älter | Obergeschoss Fachwerk, wichtigster erhaltener Ständerbau des Ortes, baugeschichtlich von Bedeutung, baugeschichtlich von Bedeutung | 09274801 |
| Direkt Bild zu diesem Denkmal hochladen | Wohnhaus | Am Schöps 102 (Karte)                                                  | Frühes 19. Jahrhundert | Einst Alte Schmiede, baugeschichtlich und ortsgeschichtlich von Bedeutung, baugeschichtlich von Bedeutung | 09274803 |
| Direkt Bild zu diesem Denkmal hochladen | Wohnhaus (ehemals Umgebindehaus) | Am Schöps 133 (Karte)                                                  | Um 1800 | Obergeschoss Fachwerk, baugeschichtlich von Bedeutung, baugeschichtlich von Bedeutung | 09274797 |
| Direkt Bild zu diesem Denkmal hochladen | Wohnstallhaus als Teil eines Vierseithofes                                                                                                  | Am Schöps 138 (Karte)                                                  | Um 1850, womöglich älter | Obergeschoss Fachwerk, baugeschichtlich von Bedeutung, baugeschichtlich von Bedeutung | 09274796 |
| Direkt Bild zu diesem Denkmal hochladen | Wohnstallhaus | Am Schöps 144 (Karte)                                                  | Frühes 19. Jahrhundert | Obergeschoss Fachwerk, ehemaliger einfacher Ständerbau, baugeschichtlich von Bedeutung, baugeschichtlich von Bedeutung | 09274795 |
| Direkt Bild zu diesem Denkmal hochladen | Wohnhaus | Am Schöps 149 (Karte)                                                  | Mitte 18. Jahrhundert | Obergeschoss Fachwerk, teilweise auch Fachwerk im Erdgeschoss, baugeschichtlich von Bedeutung, baugeschichtlich von Bedeutung | 09274798 |
| Direkt Bild zu diesem Denkmal hochladen | Wohnhaus | Am Schöps 174 (Karte)                                                  | Um 1800 | Obergeschoss Fachwerk, ehemals vermutlich einfacher Ständerbau, baugeschichtlich von Bedeutung, baugeschichtlich von Bedeutung | 09274794 |
| Direkt Bild zu diesem Denkmal hochladen | Wohnstallhaus und zwei Scheunen eines Vierseithofes                                                                                         | Am Schöps 179 (Karte)                                                  | Nach 1850 | Baugeschichtlich und wirtschaftsgeschichtlich von Bedeutung, baugeschichtlich von Bedeutung | 09271232 |
| Direkt Bild zu diesem Denkmal hochladen | Wohnhaus | Am Schöps 189 (Karte)                                                  | Bezeichnet mit 1883 | Baugeschichtlich von Bedeutung, baugeschichtlich von Bedeutung | 09274792 |
| Direkt Bild zu diesem Denkmal hochladen | Wohnhaus | Am Schöps 210 (Karte)                                                  | Im Kern frühes 18. Jahrhundert | Obergeschoss Fachwerk, mit Rest eines Kreuzstrebenumgebindes, baugeschichtlich von Bedeutung, baugeschichtlich von Bedeutung | 09274790 |
| Weitere Bilder                          | Kriegerdenkmal für die Gefallenen des Ersten Weltkrieges                                                                                    | Kirchstraße (Karte)                                                    | Nach 1918 | Ortsgeschichtlich von Bedeutung, baugeschichtlich von Bedeutung | 09274814 |
| Weitere Bilder                          | Kriegerdenkmal für die Gefallenen von 1870/71                                                                                               | Kirchstraße (Karte)                                                    | Nach 1871 | Ortsgeschichtlich von Bedeutung, baugeschichtlich von Bedeutung | 09274813 |
|                                         | Ruine der mittelalterlichen Kapelle St. Barbara                                                                                             | Kirchstraße (Karte)                                                    | 15. Jahrhundert | Baugeschichtlich und ortsgeschichtlich von Bedeutung, baugeschichtlich von Bedeutung | 09274816 |
| Weitere Bilder                          | Niederschlesisch-Oberlausitzer Bauernhausmuseum mit Fachwerkgebäuden aus verschiedenen Epochen, Anlage als Vierseithof                      | Kirchstraße 2 (Karte)                                                  | 18./19. Jahrhundert | Translozierte Gebäude aus der Umgebung, ein transloziertes Scheunengebäude mit kleinem Stall aus Schönau-Berzdorf, Kleine Seite 12, baugeschichtlich und hausgeschichtlich von Bedeutung, baugeschichtlich von Bedeutung | 09274818 |
| Direkt Bild zu diesem Denkmal hochladen | Wohnstallhaus und Seitengebäude eines Bauernhofes                                                                                           | Kirchstraße 4, 5 (Karte)                                               | Spätes 19. Jahrhundert | Stattliche, landschaftstypische Bauten, baugeschichtlich von Bedeutung, baugeschichtlich von Bedeutung | 09274672 |
| Direkt Bild zu diesem Denkmal hochladen | Wohnhaus (ehemaliges Umgebindehaus) | Kirchstraße 8 (Karte)                                                  | 1. Hälfte 19. Jahrhundert | Baugeschichtlich von Bedeutung, baugeschichtlich von Bedeutung | 09274824 |
| Direkt Bild zu diesem Denkmal hochladen | Ehemalige Kirchschule und Seitengebäude | Kirchstraße 46 (Karte)                                                 | 18. Jahrhundert | Stall mit Kreuzgewölbe, baugeschichtlich und ortsgeschichtlich von Bedeutung, baugeschichtlich von Bedeutung | 09274817 |
| Direkt Bild zu diesem Denkmal hochladen | Pfarrhaus und Seitengebäude | Kirchstraße 47 (Karte)                                                 | Bezeichnet mit 1728, im Kern älter (Pfarrhaus); um 1900 (Pferdestall)                                                                              | Baugeschichtlich und ortsgeschichtlich von Bedeutung, baugeschichtlich von Bedeutung | 09274812 |
| Weitere Bilder                          | Michaeliskirche und Kirchhof (Sachgesamtheit)                                                                                               | Kirchstraße 48 (Karte)                                                 | 19. Jahrhundert | Sachgesamtheit Michaeliskirche und Kirchhof mit folgenden Einzeldenkmalen: Kirche, sieben Grabanlagen und ein Grabmal an der Kirchenwand (siehe Einzeldenkmal 09274815 unter gleicher Anschrift), die Alleen auf dem Kirchhof (Gartendenkmal) sowie Kirchhof und Einfriedungsmauer mit drei Toren als Sachgesamtheitsteile; baugeschichtlich und ortsgeschichtlich von Bedeutung, baugeschichtlich von Bedeutung | 09303178 |
| Weitere Bilder                          | Kirche, sieben Grabanlagen und ein Grabmal an der Kirchenwand (Einzeldenkmale zu ID-Nr. 09303178)                                           | Kirchstraße 48 (Karte)                                                 | Ab 13. Jahrhundert (Kirche); 1404 (Weihe); Langhaus 1525/1530; 19. Jahrhundert (Grabmal); 19. Jahrhundert, 1. Hälfte 20. Jahrhundert (Grabanlagen) | Einzeldenkmale der Sachgesamtheit Michaeliskirche und Kirchhof; baugeschichtlich und ortsgeschichtlich von Bedeutung, baugeschichtlich von Bedeutung | 09274815 |
| Direkt Bild zu diesem Denkmal hochladen | Zwei aneinander gefügte Wohnhäuser des Rittergutes Niedermarkersdorf, dazu Wappentafel am Giebel des Wirtschaftsgebäudes                    | Schlesischer Weg 6, 7 (Karte)                                          | 19. Jahrhundert | Baugeschichtlich und ortsgeschichtlich von Bedeutung | 09274823 |

## Deutsch-Paulsdorf
| Bild                                    | Bezeichnung | Lage                                                                      | Datierung                                                                                    | Beschreibung | ID       |
| --------------------------------------- | --- | ------------------------------------------------------------------------- | -------------------------------------------------------------------------------------------- | --- | -------- |
|                                         | Sächsisch-Preußischer Grenzstein: Pilarpaar Nr. 26 sowie zwei Läufersteine                                                   | (Flur 2, Flurstück 66/4) (Karte)                                          | Nach 1828                                                                                    | Siehe auch Sachgesamtheit 09305644; vermessungsgeschichtlich und landesgeschichtlich von Bedeutung als Zeitdokument der historischen Grenzziehung zwischen Sachsen und Preußen nach dem Wiener Kongress 1815. | 09305411 |
|                                         | Sächsisch-Preußischer Grenzstein: Pilarpaar Nr. 29 sowie drei Läufersteine                                                   | (Flur 2, Flurstück 1) (Karte)                                             | Nach 1828                                                                                    | Siehe auch Sachgesamtheit 09305644; vermessungsgeschichtlich und landesgeschichtlich von Bedeutung als Zeitdokument der historischen Grenzziehung zwischen Sachsen und Preußen nach dem Wiener Kongress 1815. | 09305414 |
|                                         | Sächsisch-Preußischer Grenzstein: Pilarpaar Nr. 30                                                                           | (Flur 2, Flurstück 9/1) (Karte)                                           | Nach 1828                                                                                    | Siehe auch Sachgesamtheit 09305644; vermessungsgeschichtlich und landesgeschichtlich von Bedeutung als Zeitdokument der historischen Grenzziehung zwischen Sachsen und Preußen nach dem Wiener Kongress 1815. | 09305415 |
|                                         | Sächsisch-Preußischer Grenzstein: Pilarpaar Nr. 35 sowie ein Läuferstein                                                     | (Flur 1, Flurstück 189) (Karte)                                           | Nach 1828                                                                                    | Siehe auch Sachgesamtheit 09305644; vermessungsgeschichtlich und landesgeschichtlich von Bedeutung als Zeitdokument der historischen Grenzziehung zwischen Sachsen und Preußen nach dem Wiener Kongress 1815. | 09305421 |
|                                         | Sächsisch-Preußischer Grenzstein: Pilarpaar Nr. 36 sowie zehn Läufersteine                                                   | (Flur 1, Flurstück 188/3) (Karte)                                         | Nach 1828                                                                                    | Siehe auch Sachgesamtheit 09305644; vermessungsgeschichtlich und landesgeschichtlich von Bedeutung als Zeitdokument der historischen Grenzziehung zwischen Sachsen und Preußen nach dem Wiener Kongress 1815. | 09305422 |
| Weitere Bilder                          | Rittergut Deutsch-Paulsdorf (Sachgesamtheit)                                                                                 | Am Schloß 1, 4, 18 (Karte)                                                | 1. Hälfte 18. Jahrhundert                                                                    | Sachgesamtheit Rittergut Deutsch-Paulsdorf mit folgenden Einzeldenkmalen: Schloss (Nr. 4), Wohn- und Wirtschaftsgebäude (Nr. 18) und weiteres Wirtschaftsgebäude (siehe Einzeldenkmale 09274649) sowie außerhalb des Gutsgeländes liegendes Wirtschaftsgebäude (Nr. 1, siehe 09303106), dazu der Gutspark (Gartendenkmal); baugeschichtlich, landschaftsgestaltend und ortsgeschichtlich von Bedeutung | 09300560 |
| Direkt Bild zu diesem Denkmal hochladen | Wirtschaftsgebäude (Einzeldenkmal zu ID-Nr. 09300560)                                                                        | Am Schloß 1 (Karte)                                                       | 1. Hälfte 18. Jahrhundert                                                                    | Einzeldenkmal der Sachgesamtheit Rittergut Deutsch-Paulsdorf; baugeschichtlich und ortsgeschichtlich von Bedeutung | 09303106 |
| Weitere Bilder                          | Schloss (Nr. 4), Wohn- und Wirtschaftsgebäude (Nr. 18) sowie weiteres Wirtschaftsgebäude (Einzeldenkmale zu ID-Nr. 09300560) | Am Schloß 4, 18 (Karte)                                                   | Über Türstock bezeichnet mit 1773 (Schloss); 18. Jahrhundert (Wirtschaftsgebäude und Nr. 18) | Einzeldenkmale der Sachgesamtheit Rittergut Deutsch-Paulsdorf; baugeschichtlich und ortsgeschichtlich von Bedeutung | 09274649 |
|                                         | Sächsisch-Preußischer Grenzstein: Pilarpaar Nr. 31 mit einem Läuferstein                                                     | Am Spitzberg (300 m südlich des Ortsendes, Flur 2, Flurstück 9/2) (Karte) | Nach 1828                                                                                    | Siehe auch Sachgesamtheit 09305644; vermessungsgeschichtlich und landesgeschichtlich von Bedeutung als Zeitdokument der historischen Grenzziehung zwischen Sachsen und Preußen nach dem Wiener Kongress 1815. | 09305416 |
| Direkt Bild zu diesem Denkmal hochladen | Schule mit Inschrifttafel | Am Spitzberg 6 (Karte)                                                    | 1906                                                                                         | Baugeschichtlich und ortsgeschichtlich von Bedeutung | 09274650 |
|                                         | Wegestein | Am Spitzberg 8 (neben) (Karte)                                            | 19. Jahrhundert                                                                              | Verkehrsgeschichtlich von Bedeutung | 09300818 |
| Direkt Bild zu diesem Denkmal hochladen | Wohnhaus | Am Spitzberg 11 (Karte)                                                   | Um 1800                                                                                      | Obergeschoss Fachwerk, baugeschichtlich von Bedeutung | 09274651 |
| Direkt Bild zu diesem Denkmal hochladen | Seitengebäude einer Parallelhofanlage                                                                                        | Am Spitzberg 15 (Karte)                                                   | Ende 18. Jahrhundert                                                                         | Obergeschoss Fachwerk, baugeschichtlich und wirtschaftsgeschichtlich von Bedeutung | 09274652 |
|                                         | Sächsisch-Preußischer Grenzstein: Pilarpaar Nr. 32 mit neun Läufersteinen                                                    | Am Spitzberg 29 (neben), südliches Ortsende (Karte)                       | Nach 1828                                                                                    | Siehe auch Sachgesamtheit 09305644; vermessungsgeschichtlich und landesgeschichtlich von Bedeutung als Zeitdokument der historischen Grenzziehung zwischen Sachsen und Preußen nach dem Wiener Kongress 1815. | 09305417 |
| Direkt Bild zu diesem Denkmal hochladen | Seitengebäude mit Resten von Umgebinde und Blockstube                                                                        | Gersdorfer Straße 12 (Karte)                                              | Wohl vor 1750                                                                                | Baugeschichtlich und wirtschaftsgeschichtlich von Bedeutung | 09274648 |

## Friedersdorf
| Bild                                    | Bezeichnung                                                                                               | Lage                                | Datierung                                                                                                 | Beschreibung | ID       |
| --------------------------------------- | --- | ----------------------------------- | --- | --- | -------- |
|                                         | Sächsisch-Preußischer Grenzstein: Pilarpaar Nr. 21 sowie ein Läuferstein                                  | (Flur 2, Flurstück 115/1) (Karte)   | Nach 1828                                                                                                 | Siehe auch Sachgesamtheit 09305644; vermessungsgeschichtlich und landesgeschichtlich von Bedeutung als Zeitdokument der historischen Grenzziehung zwischen Sachsen und Preußen nach dem Wiener Kongress 1815. Zwei Granitquader (42 × 42 cm) mit Nummer 21 und Landeskürzel, je einer auf sächsischer („KS“, Königreich Sachsen) und preußischer Seite („KP“, Königreich Preußen) mit dazwischen befindlichem Läuferstein, über den die Grenzlinie verläuft; farbig mit gezackten Bordüren gefasst (KS – grün-weiß, KP – schwarz-weiß). Das Pilarpaar Nr. 21 steht heute (seit den 1990er Jahren) am ehemaligen Standort des Pilarpaares Nr. 22, das durch den Braunkohletagebau verschollen ist. | 09273875 |
|                                         | Sächsisch-Preußischer Grenzstein: Pilarpaar Nr. 24 sowie 11 Läufersteine                                  | (Flur 6, Flurstück 14) (Karte)      | Nach 1828                                                                                                 | Siehe auch Sachgesamtheit 09305644; vermessungsgeschichtlich und landesgeschichtlich von Bedeutung als Zeitdokument der historischen Grenzziehung zwischen Sachsen und Preußen nach dem Wiener Kongress 1815. | 09305407 |
| Direkt Bild zu diesem Denkmal hochladen | Kirchschule, später Gasthaus „Zwei Linden“                                                                | Kirchweg 7 (Karte)                  | 1793 | Bestandteil der alten Ortskernstruktur, baugeschichtlich und ortsgeschichtlich von Bedeutung | 09274872 |
| Weitere Bilder                          | Kirche mit Kirchhof und Einfriedung, ein Grabmal und Denkmal für die Gefallenen des Zweiten Weltkrieges   | Kirchweg 8 (Karte)                  | 1663 (Kirche); nach 1945 (Kriegerdenkmal)                                                                 | Baugeschichtlich und ortsgeschichtlich von Bedeutung | 09274877 |
| Direkt Bild zu diesem Denkmal hochladen | Pfarrhaus                                                                                                 | Kirchweg 9 (Karte)                  | Im Kern 17./18. Jahrhundert                                                                               | Baugeschichtlich und ortsgeschichtlich von Bedeutung | 09274871 |
| Direkt Bild zu diesem Denkmal hochladen | Schule | Kirchweg 10 (Karte)                 | Kern 2. Hälfte 19. Jahrhundert                                                                            | Ortsgeschichtlich und städtebaulich von Bedeutung | 09299731 |
| Direkt Bild zu diesem Denkmal hochladen | Zwei Steindeckerbrücken                                                                                   | Kirchweg 11 (bei) (Karte)           | 19. Jahrhundert                                                                                           | Ortsbildprägend von Bedeutung | 09274671 |
| Direkt Bild zu diesem Denkmal hochladen | Wohnhaus                                                                                                  | Kirchweg 15 (Karte)                 | Im Kern 17. Jahrhundert                                                                                   | Obergeschoss Fachwerk, aus der Frühphase des Ständerbaus, sicher ehemals Umgebindehaus, hochgradig authentisch, baugeschichtlich von Bedeutung | 09274868 |
| Direkt Bild zu diesem Denkmal hochladen | Wohnstallhaus eines Vierseithofes                                                                         | Kirchweg 16 (Karte)                 | Um 1800                                                                                                   | Obergeschoss Fachwerk, baugeschichtlich und wirtschaftsgeschichtlich von Bedeutung | 09274867 |
| Direkt Bild zu diesem Denkmal hochladen | Wohnstallhaus (ehemals Umgebinde)                                                                         | Neue Straße 33 (Karte)              | Um 1800                                                                                                   | Gutes Beispiel für Übergang von Kreuzstreben-Umgebinde zu einfachem Ständerbau, baugeschichtlich von Bedeutung | 09274870 |
| Direkt Bild zu diesem Denkmal hochladen | Wegestein                                                                                                 | Ortsstraße 2, 3 (unterhalb) (Karte) | Frühes 19. Jahrhundert                                                                                    | Granitsteinerne Wegweisersäule, verkehrsgeschichtlich von Bedeutung | 09274843 |
| Direkt Bild zu diesem Denkmal hochladen | Wohnhaus und südliches Seitengebäude eines ehemaligen Vierseithofes                                       | Ortsstraße 10 (Karte)               | Um 1870 (Seitengebäude); um 1907 (Wohnhaus)                                                               | Baugeschichtlich und wirtschaftsgeschichtlich von Bedeutung | 09274883 |
| Direkt Bild zu diesem Denkmal hochladen | Wohnstallhaus eines Vierseithofes                                                                         | Ortsstraße 11 (Karte)               | Mitte 18. Jahrhundert                                                                                     | Baugeschichtlich von Bedeutung | 09274845 |
| Direkt Bild zu diesem Denkmal hochladen | Wohnstallhaus, Scheune und Ausgedingehaus (Umgebinde) mit Wirtschaftstrakt eines ehemaligen Vierseithofes | Ortsstraße 19 (Karte)               | Vor 1800 (Scheune und Auszugshaus); nach 1800 (Wohnstallhaus)                                             | Wohnstallhaus Obergeschoss Fachwerk, Fachwerkscheune, baugeschichtlich und wirtschaftsgeschichtlich von Bedeutung | 09274847 |
| Direkt Bild zu diesem Denkmal hochladen | Wohnstallhaus (wohl ehemals Umgebinde)                                                                    | Ortsstraße 23 (Karte)               | Frühes 18. Jahrhundert                                                                                    | Seltener Steckwalm, baugeschichtlich und hausgeschichtlich von Bedeutung | 09274849 |
| Direkt Bild zu diesem Denkmal hochladen | Wohnstallhaus (Nr. 25, ehemaliges Umgebindehaus) sowie kleines Stallgebäude und Scheune (Nr. 26)          | Ortsstraße 25, 26 (Karte)           | Bezeichnet mit 1837, im Kern älter                                                                        | Baugeschichtlich und wirtschaftsgeschichtlich von Bedeutung | 09274850 |
|                                         | Seitengebäude                                                                                             | Ortsstraße 40 (Karte)               | 1. Hälfte 19. Jahrhundert                                                                                 | Obergeschoss Fachwerk, einst Stellmacherei, baugeschichtlich und ortsgeschichtlich von Bedeutung | 09274851 |
|                                         | Wohnstallhaus und zwei Scheunen eines Vierseithofes                                                       | Ortsstraße 58 (Karte)               | 19. Jahrhundert (Fachwerkscheune); um 1900 (Bruchsteinscheune und Wohnstallhaus)                          | Baugeschichtlich und wirtschaftsgeschichtlich von Bedeutung | 09274659 |
|                                         | Gasthaus mit Ballsaal                                                                                     | Ortsstraße 89 (Karte)               | Mitte 18. Jahrhundert                                                                                     | Baugeschichtlich und ortsgeschichtlich von Bedeutung | 09274855 |
| Direkt Bild zu diesem Denkmal hochladen | Wohnhaus (ehemaliges Umgebindehaus)                                                                       | Ortsstraße 97 (Karte)               | Im Kern um 1700                                                                                           | Kreuzstreben, trotz Eingriffen in die Tektonik wichtig für die Hausforschung, baugeschichtlich und hausgeschichtlich von Bedeutung | 09274874 |
| Direkt Bild zu diesem Denkmal hochladen | Steindeckerbrücke mit Granitwandung                                                                       | Ortsstraße 117 (neben) (Karte)      | 19. Jahrhundert                                                                                           | Ortsbildprägend von Bedeutung | 09274670 |
| Direkt Bild zu diesem Denkmal hochladen | Wohnhaus                                                                                                  | Ortsstraße 118 (Karte)              | Mitte 18. Jahrhundert                                                                                     | Obergeschoss Fachwerk, baugeschichtlich von Bedeutung | 09274869 |
|                                         | Kriegerdenkmal für die Gefallenen des Ersten Weltkrieges                                                  | Ortsstraße 118 (gegenüber) (Karte)  | Nach 1918                                                                                                 | Ortsgeschichtlich von Bedeutung | 09274879 |
| Direkt Bild zu diesem Denkmal hochladen | Kriegerdenkmal für die Gefallenen des Deutsch-Französischen Krieges                                       | Ortsstraße 118 (gegenüber) (Karte)  | Nach 1871                                                                                                 | Ortsgeschichtlich von Bedeutung | 09274878 |
|                                         | Seitengebäude mit Kumthalle und Scheune eines Dreiseithofes                                               | Ortsstraße 123a (Karte)             | Bezeichnet mit 1878 in Inschrifttafel über Scheunentor                                                    | Baugeschichtlich und wirtschaftsgeschichtlich von Bedeutung | 09274857 |
| Direkt Bild zu diesem Denkmal hochladen | Wohnhaus                                                                                                  | Ortsstraße 135 (Karte)              | Mitte 18. Jahrhundert                                                                                     | Obergeschoss Fachwerk, baugeschichtlich von Bedeutung | 09274866 |
| Direkt Bild zu diesem Denkmal hochladen | Wohnstallhaus und drei Seitengebäude eines Vierseithofes                                                  | Ortsstraße 136, 137 (Karte)         | Bezeichnet mit 1847                                                                                       | Exponiert, strukturprägend, baugeschichtlich und ortsbildprägend von Bedeutung | 09270558 |
| Direkt Bild zu diesem Denkmal hochladen | Scheune eines Bauernhofes                                                                                 | Ortsstraße 138 (Karte)              | 18. Jahrhundert                                                                                           | Kleine Fachwerkscheune, baugeschichtlich und wirtschaftsgeschichtlich von Bedeutung | 09274859 |
| Direkt Bild zu diesem Denkmal hochladen | Vierseithof mit Wohnstallhaus, zwei Fachwerkscheunen und Ausgedinge (Umgebinde)                           | Ortsstraße 149 (Karte)              | Frühes 18. Jahrhundert (Vierseithof); bezeichnet mit 1794 (Auszugshaus); Mitte 19. Jahrhundert (Scheunen) | Wohnstallhaus mit Fachwerkobergeschoss, baugeschichtlich und wirtschaftsgeschichtlich von Bedeutung | 09274865 |
|                                         | Wohnstallhaus (Reste von Umgebinde) und zwei Fachwerk-Seitengebäude eines Dreiseithofes                   | Ortsstraße 152 (Karte)              | Um 1800                                                                                                   | Baugeschichtlich und wirtschaftsgeschichtlich von Bedeutung | 09274860 |
| Direkt Bild zu diesem Denkmal hochladen | Wohnhaus (ehemaliges Umgebindehaus)                                                                       | Ortsstraße 154 (Karte)              | Ende 18. Jahrhundert                                                                                      | Baugeschichtlich von Bedeutung | 09274864 |
| Direkt Bild zu diesem Denkmal hochladen | Wohnstallhaus                                                                                             | Ortsstraße 157 (Karte)              | 1. Hälfte 18. Jahrhundert                                                                                 | Obergeschoss Fachwerk, wahrscheinlich ehemals Umgebindehaus, baugeschichtlich und hausgeschichtlich von Bedeutung | 09274863 |
| Direkt Bild zu diesem Denkmal hochladen | Wohnstallhaus (Umgebinde), Seitengebäude mit Durchfahrt und zwei Scheunen eines Vierseithofes             | Ortsstraße 164, 165 (Karte)         | Bezeichnet mit 1819 (Wohnstallhaus); um 1860 (Seitengebäude); 19. Jahrhundert (Scheune)                   | Baugeschichtlich und wirtschaftsgeschichtlich von Bedeutung | 09274862 |
| Direkt Bild zu diesem Denkmal hochladen | Wohnstallhaus (Nr. 174), Scheune und Seitengebäude mit Remise (Nr. 175)                                   | Ortsstraße 174, 175 (Karte)         | 1. Hälfte 19. Jahrhundert (Seitengebäude); um 1850 (Wohnstallhaus und Scheune)                            | Baugeschichtlich und wirtschaftsgeschichtlich von Bedeutung | 09274884 |

## Gersdorf
| Bild                                    | Bezeichnung | Lage                                           | Datierung | Beschreibung | ID       |
| --------------------------------------- | --- | ---------------------------------------------- | --- | --- | -------- |
| Weitere Bilder                          | Bahnhofsgebäude | Im Niederdorf 55 (Karte)                       | Um 1880 | Bahnstrecke Görlitz–Dresden; Klinkerbau, baugeschichtlich und eisenbahngeschichtlich von Bedeutung | 09274665 |
| Weitere Bilder                          | Kirche, Kirchhof und Pfarrhaus Gersdorf (Sachgesamtheit) | Im Oberdorf 1, 16 (Karte)                      | 17./18. Jahrhundert | Sachgesamtheit Kirche, Kirchhof und Pfarrhaus Gersdorf mit folgenden Einzeldenkmalen: Kirche, Grabmal der Familie von Bünau und von Gersdorf, Grabanlage mit Einfriedung der Familie von Salza und von Nidda und Kirchhofseinfriedung (siehe Einzeldenkmale Im Oberdorf 16, 09274656), Pfarrhaus und Kriegerdenkmale für die Gefallenen von 1870/1871 und des Ersten Weltkrieges (siehe Einzeldenkmale Im Oberdorf 1, 09299732) sowie Kirchhof und Pfarrhof mit Nebengebäude als Sachgesamtheitsteile; baugeschichtlich, ortsgeschichtlich und ortsbildprägend von Bedeutung | 09303272 |
| Direkt Bild zu diesem Denkmal hochladen | Pfarrhaus sowie Kriegerdenkmale für die Gefallenen von 1870/1871 und des Ersten Weltkrieges (Einzeldenkmale zu ID-Nr. 09303272)                                                          | Im Oberdorf 1 (Karte)                          | 18. Jahrhundert (Pfarrhaus); nach 1871 und nach 1918 (Kriegerdenkmale)                                                                                  | Einzeldenkmale der Sachgesamtheit Kirche, Kirchhof und Pfarrhaus Gersdorf; baugeschichtlich und ortsgeschichtlich von Bedeutung | 09299732 |
| Weitere Bilder                          | Kirche, Grabmal der Familie von Bünau und von Gersdorf und Grabanlage mit Einfriedung der Familie von Salza und von Nidda sowie Kirchhofseinfriedung (Einzeldenkmale zu ID-Nr. 09303272) | Im Oberdorf 16 (Karte)                         | Wappenstein bezeichnet mit 1691, im Kern wohl spätromanisch (Kirche); Ende 18. Jahrhundert (Grabmal); um 1900 (Grabanlage)                              | Einzeldenkmale der Sachgesamtheit Kirche, Kirchhof und Pfarrhaus Gersdorf; baugeschichtlich und ortsgeschichtlich von Bedeutung | 09274656 |
|                                         | Rittergut Gersdorf (Sachgesamtheit) | Im Oberdorf 18, 19, 20, 21, 22, 23, 24 (Karte) | Um 1600 bis 1900 | Sachgesamtheit Schloss und Rittergut Gersdorf mit folgenden Einzeldenkmalen: Schloss (Nr. 21), drei Wirtschaftsgebäude (Nr. 22, 23, 24), Scheune (Flurstück 199) und drei Brücken (siehe Einzeldenkmale 09274660 unter gleicher Anschrift) sowie Gutspark (Gartendenkmal) und drei weitere Wirtschaftsgebäude (Nr. 18, 19, 20) als Sachgesamtheitsteile; baugeschichtlich und ortsgeschichtlich von Bedeutung | 09300178 |
| Direkt Bild zu diesem Denkmal hochladen | Schloss (Nr. 21), drei Wirtschaftsgebäude (Nr. 22, 23, 24), Scheune (Flurstück 199) und drei Brücken (Einzeldenkmale zu ID-Nr. 09300178)                                                 | Im Oberdorf 21, 22, 23, 24 (Karte)             | Um 1600 (Schloss); bezeichnet mit 1803 (Zufahrt); Doppelwappenstein bezeichnet mit 1879 (Schloss); 19. Jahrhundert (Wirtschaftsgebäude und Gutsscheune) | Einzeldenkmale der Sachgesamtheit Rittergut Gersdorf; baugeschichtlich und ortsgeschichtlich von Bedeutung | 09274660 |
| Direkt Bild zu diesem Denkmal hochladen | Wohnhaus | Im Oberdorf 29 (Karte)                         | 2. Hälfte 19. Jahrhundert | Ehemals Forsthaus, baugeschichtlich von Bedeutung | 09274661 |
| Direkt Bild zu diesem Denkmal hochladen | Zwei Wohnstallhäuser | Kleine Seite 5, 6 (Karte)                      | 1. Hälfte 19. Jahrhundert (Fachwerk-Wohnstallhaus); Mitte 19. Jahrhundert (massives Wohnstallhaus)                                                      | Ein Wohnstallhaus mit Fachwerk, das andere massiv mit Kumthalle, baugeschichtlich und wirtschaftsgeschichtlich von Bedeutung | 09274658 |
| Direkt Bild zu diesem Denkmal hochladen | Wohnstallhaus und Scheune eines Bauernhofes | Schenkhäuser 2 (Karte)                         | 1. Hälfte 19. Jahrhundert | Wohnstallhaus Obergeschoss Fachwerk, Fachwerkscheune, baugeschichtlich und wirtschaftsgeschichtlich von Bedeutung | 09274664 |

## Holtendorf
| Bild                                    | Bezeichnung                                                    | Lage                            | Datierung                 | Beschreibung                                                           | ID       |
| --------------------------------------- | -------------------------------------------------------------- | ------------------------------- | ------------------------- | ---------------------------------------------------------------------- | -------- |
| Direkt Bild zu diesem Denkmal hochladen | Wohnhaus (Umgebinde)                                           | Girbigsdorfer Straße 6 (Karte)  | Vor 1800                  | Zum Teil Fachwerk in beiden Geschossen, baugeschichtlich von Bedeutung | 09271427 |
| Direkt Bild zu diesem Denkmal hochladen | Wohnstallhaus                                                  | Girbigsdorfer Straße 18 (Karte) | 1. Hälfte 19. Jahrhundert | Obergeschoss Fachwerk, baugeschichtlich von Bedeutung                  | 09271431 |
| Direkt Bild zu diesem Denkmal hochladen | Ländliches Wohnhaus und zwei Seitengebäude eines Vierseithofes | Hohe Straße 11 (Karte)          | 1853                      | Baugeschichtlich und wirtschaftsgeschichtlich von Bedeutung            | 09299733 |
| Direkt Bild zu diesem Denkmal hochladen | Villa mit Villengarten                                         | Hohe Straße 19 (Karte)          | Um 1910                   | Baugeschichtlich und gartenkünstlerisch von Bedeutung                  | 09271506 |
| Weitere Bilder                          | Kriegerdenkmal für die Gefallenen des Ersten Weltkrieges       | Mittelstraße (Karte)            | Nach 1918                 | Ortsgeschichtlich von Bedeutung                                        | 09271426 |
|                                         | Herrenhaus des ehemaligen Rittergutes                          | Raiffeisenstraße 15 (Karte)     | 2. Hälfte 18. Jahrhundert | Baugeschichtlich und ortsgeschichtlich von Bedeutung                   | 09271435 |

## Jauernick-Buschbach
| Bild                                    | Bezeichnung | Lage                                                | Datierung                                                          | Beschreibung | ID       |
| --------------------------------------- | --- | --------------------------------------------------- | ------------------------------------------------------------------ | --- | -------- |
| Weitere Bilder                          | Sachgesamtheit Königlich-Sächsische Triangulierung („Europäische Gradmessung im Königreich Sachsen“); Station 3 Jauernick      | (Flur 3, Flurstück 34/2) (Karte)                    | Bezeichnet mit 1865                                                | Triangulationsstein; Station 1. Ordnung, vermessungsgeschichtlich und technikgeschichtlich von Bedeutung. Die Inschrift lautet: „Astron. geo-dät./Station/JAUERNICK/der/Mitteleuropäischen/Gradmessung./K.Preussen/1865“. Der Pfeiler steht auf dem Gipfel des Schwarzen Berges westlich der Ortschaft Jauernick-Buschbach. Dem Gipfel aus Ostlausitzer Granodiorit mit steilen Bergflanken ist eine kleine Kuppe aus Basalt aufgesetzt. Der Pfeiler stand eigentlich schon auf preußischem Territorium und wurde laut Nagel auch von Preußen errichtet. Die Landesgrenze verlief ca. 1 km südlich des Berges, alte Grenzsteine sind noch vorhanden. Das durch die Stationen 3-Jauernick, 4-Jeschken, 5-Lausche gebildete Dreieck wurde als Verbindungsdreieck zwischen Preußen, Österreich und Sachsen festgelegt. Der historische Punkt wurde durch das Königliche Preussische Geodätische Institut bereits 1863 geschaffen, hatte aber für die sächsischen astronomischen Beobachtungen und Winkelmessungen eine nicht ausreichend sichere Standfestigkeit. Ein Umbau des Pfeilers und seiner unterirdischen Festlegungen erfolgte 1865 nach sächsischen Prinzipien auf Kosten des preußischen Instituts. Sichtmöglichkeiten gibt es heute nur noch nach Westen. Die Inschrift bezieht sich auf den preußischen Punkt. Der Pfeiler steht auf sichtbar anstehendem Porphyrgestein. Der kaum nachgedunkelte Pfeiler besteht aus einem quadratischen, aus einem Stück gearbeiteten Granitstein aus Herwigsdorf, der senkrechte Kanten hat. Über dem Boden ist ein Sockel eingearbeitet, der Abschnitt im Boden ist ungeglättet geblieben. Die original erhaltene Abdeckung ist in gutem Zustand, aber unverschraubt auf dem Pfeiler liegend. Die Nordostecke ist leicht abgeschlagen. | 09304508 |
| Weitere Bilder                          | Betkreuz auf dem Kreuzberg | (auf dem Kreuzberg) (Karte)                         | 19. Jahrhundert                                                    | Ortsgeschichtlich von Bedeutung | 09270500 |
| Direkt Bild zu diesem Denkmal hochladen | Wohnhaus und Scheune | Am Kreuzberg 9 (Karte)                              | 1. Hälfte 19. Jahrhundert                                          | Beides Fachwerk, baugeschichtlich und wirtschaftsgeschichtlich von Bedeutung | 09273731 |
| Direkt Bild zu diesem Denkmal hochladen | Katholische Pfarrkirche St. Wenzel und Kirchhof (Sachgesamtheit)                                                               | Am Kreuzberg 10 (Karte)                             | 15. Jahrhundert                                                    | Sachgesamtheit Katholische Pfarrkirche St. Wenzel und Kirchhof mit folgenden Einzeldenkmalen: Wallfahrtskirche, drei Grabmale, Wehrmauer mit Zinnen und Kirchhofstorhaus (siehe Einzeldenkmale 09273734 unter gleicher Anschrift) und der Kirchhof als Sachgesamtheitsteil; baugeschichtlich, kunstgeschichtlich und ortsgeschichtlich von Bedeutung | 09303182 |
| Direkt Bild zu diesem Denkmal hochladen | Wallfahrtskirche, drei Grabmale, Wehrmauer mit Zinnen und Kirchhofstorhaus (Einzeldenkmale zu ID-Nr. 09303182)                 | Am Kreuzberg 10 (Karte)                             | 11. Jahrhundert (Kirche); 15. Jahrhundert (Wehrmauer)              | Einzeldenkmale der Sachgesamtheit Katholischen Pfarrkirche St. Wenzel und Kirchhof; baugeschichtlich, kunstgeschichtlich und ortsgeschichtlich von Bedeutung | 09273734 |
|                                         | Mord- und Sühnekreuz | Am Kreuzberg 10 (bei), an der Kirchhofmauer (Karte) | 15./16. Jahrhundert                                                | Ortsgeschichtlich von Bedeutung | 09270870 |
|                                         | Betkreuz auf Natursteinsockel                                                                                                  | Am Kreuzberg 10 (bei), vor dem Friedhofstor (Karte) | Bezeichnet mit 1812                                                | Künstlerisch und ortsgeschichtlich von Bedeutung | 09270773 |
| Direkt Bild zu diesem Denkmal hochladen | Evangelische Bergkapelle Jauernick-Buschbach                                                                                   | Am Kreuzberg 12 (Karte)                             | 1863                                                               | Saalbau über rechteckigem Grundriss, baugeschichtlich und ortsgeschichtlich von Bedeutung | 09273733 |
| Direkt Bild zu diesem Denkmal hochladen | Ehemaliges Seitengebäude | Am Kreuzberg 13a (Karte)                            | 19. Jahrhundert                                                    | Großteils Feldsteinmauerwerk, baugeschichtlich von Bedeutung | 09300819 |
| Direkt Bild zu diesem Denkmal hochladen | Stift St. Wenzeslaus, Anlage in Form eines großen, geschlossenen Vierseithofes                                                 | Dorfstraße 30, 31 (Karte)                           | Im Kern um 1800, mehrfach verändert                                | Baugeschichtlich und ortsgeschichtlich von Bedeutung | 09273730 |
| Direkt Bild zu diesem Denkmal hochladen | Ehemalige Schule mit westlichem Nebengebäude                                                                                   | Dorfstraße 32 (Karte)                               | Bezeichnet mit 1829                                                | Alte Dorfschule, baugeschichtlich und ortsgeschichtlich von Bedeutung | 09273729 |
|                                         | Wohnstallhaus (ehemaliges Umgebindehaus) eines Dreiseithofes                                                                   | Dorfstraße 39 (Karte)                               | 1. Hälfte 18. Jahrhundert                                          | Obergeschoss Fachwerk, baugeschichtlich von Bedeutung | 09273728 |
|                                         | Kriegerdenkmal für die Gefallenen des Ersten Weltkrieges                                                                       | Dorfstraße 39 (neben) (Karte)                       | Nach 1918                                                          | Ortsgeschichtlich von Bedeutung | 09270499 |
| Direkt Bild zu diesem Denkmal hochladen | Wohnhaus (Umgebinde) | Dorfstraße 41 (Karte)                               | 2. Hälfte 18. Jahrhundert                                          | Vermutlich ehemaliges Ausgedingehaus, baugeschichtlich von Bedeutung | 09273727 |
| Weitere Bilder                          | Wohnstallhaus, Seitengebäude, Scheune und weiteres Seitengebäude (Umgebinde) eines Vierseithofes                               | Dorfstraße 46 (Karte)                               | Urkundlich 1523                                                    | Alle Gebäude Obergeschoss Fachwerk, baugeschichtlich und wirtschaftsgeschichtlich von Bedeutung | 09273724 |
| Direkt Bild zu diesem Denkmal hochladen | Wohnhaus (ehemalige Schmiede) mit querstehendem Seitengebäude                                                                  | Dorfstraße 48 (Karte)                               | Um 1800                                                            | Beide Obergeschoss Fachwerk, baugeschichtlich und ortsgeschichtlich von Bedeutung | 09273725 |
| Direkt Bild zu diesem Denkmal hochladen | Wohnhaus | Dorfstraße 53 (Karte)                               | Um 1930                                                            | Ursprünglich als „Tempel“ begonnen, baugeschichtlich, ortsgeschichtlich und ortsbildprägend von Bedeutung | 09273726 |
| Direkt Bild zu diesem Denkmal hochladen | Seitengebäude | Dorfstraße 55 (Karte)                               | 1683 Dendro                                                        | Mit Oberlaube, Fachwerk auf Bruchsteinmauerwerk, baugeschichtlich von Bedeutung | 09273735 |
| Direkt Bild zu diesem Denkmal hochladen | Wohnstallhaus und Scheune eines Bauernhofes                                                                                    | Dorfstraße 72 (Karte)                               | Um 1850                                                            | Beides sehr stattlich, Scheune mit einer Art hölzernen Oberlaube und verschiedenen Funktionen, baugeschichtlich und wirtschaftsgeschichtlich von Bedeutung | 09273737 |
| Direkt Bild zu diesem Denkmal hochladen | Rittergut Niecha (Sachgesamtheit)                                                                                              | Dorfstraße 79, 80, 81, 82 (Karte)                   | 1701–1861                                                          | Sachgesamtheit Rittergut Niecha mit folgenden Einzeldenkmalen: Herrenhaus, Wirtschaftshof mit drei Wirtschaftsgebäuden und Einfriedungsmauer mit Torbogen (siehe Einzeldenkmale 09273736) sowie südliche Gartenfläche (kein Gartendenkmal); baugeschichtlich, landschaftsgestaltend und ortsgeschichtlich von Bedeutung [Störelemente: Wohnhaus mit Nebengebäude Dorfstraße 83, Flurstück 63/2] | 09300134 |
| Direkt Bild zu diesem Denkmal hochladen | Herrenhaus, Wirtschaftshof mit drei Wirtschaftsgebäuden und Einfriedungsmauer mit Torbogen (Einzeldenkmale zu ID-Nr. 09300134) | Dorfstraße 79, 80, 81, 82 (Karte)                   | 1729 (Herrenhaus); 1. Drittel 18. Jahrhundert (Wirtschaftsgebäude) | Einzeldenkmale der Sachgesamtheit Rittergut Niecha; Teil der alten Ortsstruktur, baugeschichtlich und ortsgeschichtlich von Bedeutung | 09273736 |

## Pfaffendorf
| Bild                                    | Bezeichnung                                                                                               | Lage                                                   | Datierung                                                                    | Beschreibung | ID       |
| --------------------------------------- | --- | ------------------------------------------------------ | ---------------------------------------------------------------------------- | --- | -------- |
| Direkt Bild zu diesem Denkmal hochladen | Zwei Eisenbahnbrücken                                                                                     | (Flur 6, Flurstück 5/1) (Karte)                        | Wohl um 1850                                                                 | Bahnstrecke Görlitz–Dresden ; eisenbahngeschichtlich von Bedeutung | 09270616 |
| Direkt Bild zu diesem Denkmal hochladen | Wohnhaus (ehemals Umgebindehaus)                                                                          | Alte Seite 1 (Karte)                                   | 18. Jahrhundert                                                              | Baugeschichtlich von Bedeutung | 09271005 |
| Direkt Bild zu diesem Denkmal hochladen | Wohnstallhaus und Seitengebäude mit Kumthalle                                                             | Alte Seite 6 (Karte)                                   | Nach 1800 (Wohnstallhaus); um 1850 (Seitengebäude)                           | Wohnstallhaus mit Fachwerkobergeschoss, baugeschichtlich und wirtschaftsgeschichtlich von Bedeutung | 09271010 |
| Direkt Bild zu diesem Denkmal hochladen | Wohnhaus                                                                                                  | Alte Seite 14 (Karte)                                  | Um 1800                                                                      | Obergeschoss Fachwerk, baugeschichtlich von Bedeutung | 09271102 |
| Direkt Bild zu diesem Denkmal hochladen | Wohnhaus                                                                                                  | Alte Seite 16 (Karte)                                  | Um 1800                                                                      | Obergeschoss Fachwerk, baugeschichtlich von Bedeutung | 09271119 |
| Direkt Bild zu diesem Denkmal hochladen | Häusleranwesen                                                                                            | Alte Seite 17 (Karte)                                  | Um 1800                                                                      | Obergeschoss Fachwerk, baugeschichtlich von Bedeutung | 09271224 |
| Direkt Bild zu diesem Denkmal hochladen | Wohnstallhaus                                                                                             | Hauptstraße 5 (Karte)                                  | Im Schlussstein bezeichnet mit 1801; in Tafel bezeichnet mit 1854            | Baugeschichtlich von Bedeutung | 09270746 |
| Direkt Bild zu diesem Denkmal hochladen | Wohnhaus, zwei Seitengebäude und Scheune eines Bauernhofes                                                | Hauptstraße 10 (Karte)                                 | Um 1860 (Bauernhaus); um 1900 (Seitengebäude)                                | Baugeschichtlich und wirtschaftsgeschichtlich von Bedeutung | 09270636 |
| Direkt Bild zu diesem Denkmal hochladen | Wohnstallhaus und zwei Seitengebäude eines exponierten Dreiseithofes                                      | Hauptstraße 13 (Karte)                                 | 1. Hälfte 19. Jahrhundert (Bauernhaus); nach 1900 (Seitengebäude)            | Wohnstallhaus mit Fachwerkobergeschoss, in Aussehen und Struktur hochgradig ursprünglich erhalten, u. a. baugeschichtliche Bedeutung                                                                             | 09270122 |
| Direkt Bild zu diesem Denkmal hochladen | Ländliches Wohnhaus                                                                                       | Hauptstraße 83 (Karte)                                 | Um 1850                                                                      | Obergeschoss Fachwerk, baugeschichtlich von Bedeutung | 09271412 |
|                                         | Rittergut Pfaffendorf (Sachgesamtheit)                                                                    | Siedlerweg 36, 43, 45, 47 (Hauptstraße 96, 97) (Karte) | Um 1700 (Nr. 97); um 1860 (Nr. 36, Hauptstraße 96 und Siedlerweg 43, 45, 47) | Sachgesamtheit Rittergut Pfaffendorf mit folgenden Einzeldenkmalen: Klassizistisch-barockes Schloss, drei Wirtschaftsgebäude und Wohnhaus (siehe 09271422); baugeschichtlich und ortsgeschichtlich von Bedeutung | 09300526 |
| Direkt Bild zu diesem Denkmal hochladen | Klassizistisch-barockes Schloss, drei Wirtschaftsgebäude und Wohnhaus (Einzeldenkmale zu ID-Nr. 09300526) | Siedlerweg 36, 43, 45, 47 (Hauptstraße 96, 97) (Karte) | Um 1700 (Nr. 97); um 1860 (Nr. 36, Hauptstraße 96 und Siedlerweg 43, 45, 47) | Einzeldenkmale der Sachgesamtheit Rittergut Pfaffendorf; baugeschichtlich und ortsgeschichtlich von Bedeutung | 09271422 |

## Streichungen von der Denkmalliste

### Streichungen von der Denkmalliste (Markersdorf)
| Bild                                    | Bezeichnung                                     | Lage                   | Datierung                  | Beschreibung                                                                                                   | ID       |
| --------------------------------------- | ----------------------------------------------- | ---------------------- | -------------------------- | --- | -------- |
| Direkt Bild zu diesem Denkmal hochladen | Wohnstallhaus                                   | Am Mühlberg 32 (Karte) | Vor 1800                   | Obergeschoss Fachwerk, baugeschichtlich von Bedeutung. 2019 oder 2020 abgerissen.                              | 09274799 |
| Weitere Bilder                          | Kirchmühle mit allen Gebäuden und Nebengebäuden | Am Schöps 59 (Karte)   | 18. Jahrhundert und später | Baugeschichtlich und ortsgeschichtlich von Bedeutung, baugeschichtlich von Bedeutung; im April 2015 abgerissen | 09274875 |

### Streichungen von der Denkmalliste (Friedersdorf)
| Bild                                    | Bezeichnung                            | Lage                         | Datierung                    | Beschreibung | ID       |
| --------------------------------------- | -------------------------------------- | ---------------------------- | ---------------------------- | --- | -------- |
| Direkt Bild zu diesem Denkmal hochladen | Wohnhaus                               | Kirchweg 4 (Karte)           | Im Kern Ende 18. Jahrhundert | Obergeschoss Fachwerk, baugeschichtlich von Bedeutung. Zwischen 2019 und 2024 aus der Denkmalliste gestrichen.                                                    | 09274873 |
| Direkt Bild zu diesem Denkmal hochladen | Wohnstallhaus                          | Ortsstraße 2 (Karte)         | Mitte 18. Jahrhundert        | Obergeschoss Fachwerk, Rest eines Vierseithofes, baugeschichtlich von Bedeutung. Zwischen 2019 und 2024 aus der Denkmalliste gestrichen.                          | 09274844 |
| Direkt Bild zu diesem Denkmal hochladen | Wohnstallhaus                          | Ortsstraße 15 (Karte)        | Vor 1800                     | Obergeschoss Fachwerk, mit hölzernem Vorhäuschen, baugeschichtlich von Bedeutung. Zwischen 2019 und 2024 aus der Denkmalliste gestrichen.                         | 09274846 |
| Direkt Bild zu diesem Denkmal hochladen | Scheune (Nr. 46) eines Vierseithofes   | Ortsstraße 46, 47 (Karte)    | 18. Jahrhundert              | Gebäude in Fachwerkbauweise noch mit Kreuzstrebengefüge, bau- und wirtschaftsgeschichtlich von Bedeutung. Zwischen 2019 und 2024 aus der Denkmalliste gestrichen. | 09274852 |
|                                         | Wohnhaus und Scheune eines Bauernhofes | Ortsstraße 111 (Karte)       | 1. Hälfte 19. Jahrhundert    | Baugeschichtlich und wirtschaftsgeschichtlich von Bedeutung; nach 2014 von der Denkmalliste gestrichen                                                            | 09274663 |
| Direkt Bild zu diesem Denkmal hochladen | Brunnen                                | Ortsstraße 116 (vor) (Karte) | 19. Jahrhundert              | Ortsgeschichtlich von Bedeutung; nach 2014 von der Denkmalliste gestrichen                                                                                        | 09274882 |
|                                         | Wohnstallhaus                          | Ortsstraße 166 (Karte)       | Mitte 18. Jahrhundert        | Obergeschoss Fachwerk, wahrscheinlich ehemals Umgebindehaus, baugeschichtlich von Bedeutung. Zwischen 2017 und 2019 abgerissen.                                   | 09274861 |

### Streichung von der Denkmalliste (Holtendorf)
| Bild                                    | Bezeichnung   | Lage                                  | Datierung | Beschreibung                                               | ID       |
| --------------------------------------- | ------------- | ------------------------------------- | --------- | ---------------------------------------------------------- | -------- |
| Direkt Bild zu diesem Denkmal hochladen | Wohnstallhaus | Zur Thomas-Müntzer-Siedlung 5 (Karte) | Um 1800   | Baugeschichtlich von Bedeutung. 2019 oder 2020 abgerissen. | 09274909 |

## Tabellenlegende
- Bild: Bild des Kulturdenkmals, ggf. zusätzlich mit einem Link zu weiteren Fotos des Kulturdenkmals im Medienarchiv Wikimedia Commons. Wenn man auf das Kamerasymbol klickt, können Fotos zu Kulturdenkmalen aus dieser Liste hochgeladen werden:
- Bezeichnung: Denkmalgeschützte Objekte und ggf. Bauwerksname des Kulturdenkmals
- Lage: Straßenname und Hausnummer oder Flurstücknummer des Kulturdenkmals. Die Grundsortierung der Liste erfolgt nach dieser Adresse. Der Link (Karte) führt zu verschiedenen Kartendiensten mit der Position des Kulturdenkmals. Fehlt dieser Link, wurden die Koordinaten noch nicht eingetragen. Sind diese bekannt, können sie über ein Tool mit einer Kartenansicht einfach nachgetragen werden. In dieser Kartenansicht sind Kulturdenkmale ohne Koordinaten mit einem roten bzw. orangen Marker dargestellt und können durch Verschieben auf die richtige Position in der Karte mit Koordinaten versehen werden. Kulturdenkmale ohne Bild sind an einem blauen bzw. roten Marker erkennbar.
- Datierung: Baubeginn, Fertigstellung, Datum der Erstnennung oder grobe zeitliche Einordnung entsprechend des Eintrags in der sächsischen Denkmaldatenbank
- Beschreibung: Kurzcharakteristik des Kulturdenkmals entsprechend des Eintrags in der sächsischen Denkmaldatenbank, ggf. ergänzt durch die dort nur selten veröffentlichten Erfassungstexte oder zusätzliche Informationen
- ID: Vom Landesamt für Denkmalpflege Sachsen vergebene, das Kulturdenkmal eindeutig identifizierende Objekt-Nummer. Der Link führt zum PDF-Denkmaldokument des Landesamtes für Denkmalpflege Sachsen. Bei ehemaligen Kulturdenkmalen können die Objektnummern unbekannt sein und deshalb fehlen bzw. die Links von aus der Datenbank entfernten Objektnummern ins Leere führen. Ein ggf. vorhandenes Icon  führt zu den Angaben des Kulturdenkmals bei Wikidata.